# 3977 Maxine
3977 Maxine је астероид главног астероидног појаса са средњом удаљеношћу од Сунца која износи 2,641 астрономских јединица (АЈ).
Апсолутна магнитуда астероида је 12,3.